# Biblioteca Națională a Austriei

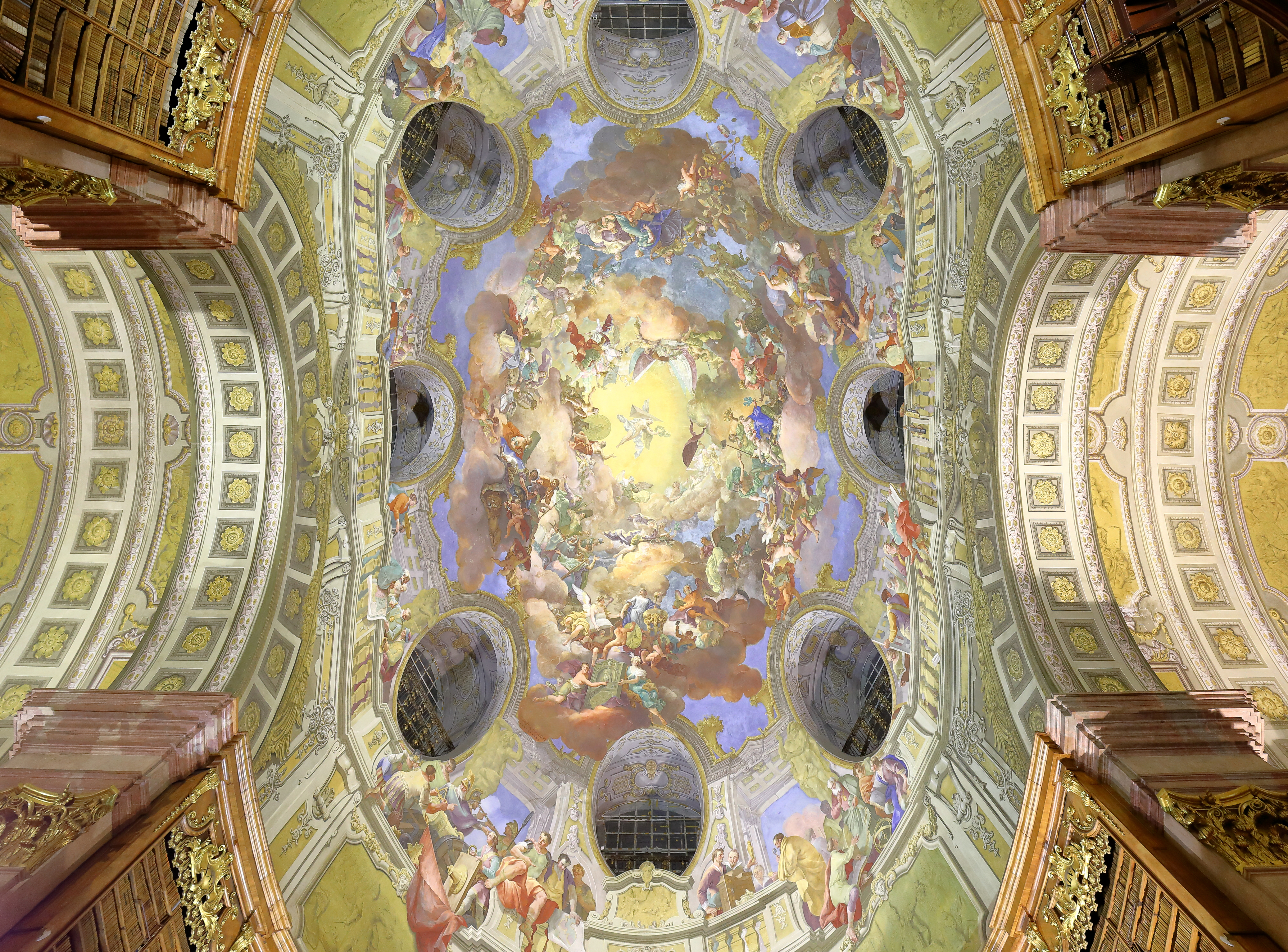
Sala somptuoasă, cu fresca Apoteoza împăratului Carol al VI-lea, realizată între 1726-1730.

Biblioteca Națională a Austriei (în germană Österreichische Nationalbibliothek, acronim ÖNB) își are sediul în Viena. Este una din cele mai mari biblioteci din Austria. Este amplasată în centrul Vienei, în Palatul Hofburg, care a fost între anii 1438-1583 și 1612-1806 reședința regală sau imperială austriacă, azi fiind reședința președintelui Austriei. Până la sfârșitul Primului Război Mondial a purtat denumirea Wiener Hofbibliothek, fiind una dintre cele mai bogate biblioteci din lume. Biblioteca cuprinde printre altele culegeri de manuscrise, diferite documente istorice, lucrări de diplomă, de doctorat, care din anul 2000 sunt puse la dispoziția cititorilor în internet prin Anno (Austrian Newspapers Online).

## Sala somptuoasă
Sala somptuoasă (Prunksaal) a bibliotecii este considerată drept una din cele mai frumoase biblioteci ale lumii. Sala a fost construită între 1723-1726 de Joseph Emanuel Fischer von Erlach după planurile realizate de tatăl său, Johann Bernhard Fischer von Erlach. Frescele au fost pictate de Daniel Gran în 1730, restaurate și completate de Franz Anton Maulbertsch în timpul împărătesei Maria Terezia a Austriei.